# Arnold Topp
Arnold Topp (8. března 1887, Soest, Německo – ?) byl německý malíř. V roce 1937 byla jeho díla spolu s mnoha dalšími vystavena na výstavě Entartete Kunst v Mnichově. V roce 1961 byl prohlášen za mrtvého.

## Život a dílo
Již v roce 1904 se Arnold Topp spřátelil s umělci Soesteru Wilhelmem Morgnerem, Wilhelmem Wulffem a Eberhardem Viegenerem. V roce 1910 začal Topp navštěvovat uměleckou školu Kunstgewerbeschule Düsseldorf, kde studoval na semináři kreslení pod vedením učitele Lothara von Kunowskiho. Již v této době se stýkal s rýnskými expresionisty. Poté, co navštěvoval a dokončoval Soester Lehrerseminar začal v roce 1913 působit jako sportovní učitel a později jako učitel kresby na Saldern Realgymnasium v Brandenburg an der Havel.
Po této příležitosti si Topp udržoval kontakt s galerií Herwartha Waldena Der Sturm. Během pravidelných návštěv berlín se spřátelil s dalšími umělci, jako byli například Bruno Taut nebo Georg Muche. Umělecký úspěch přišel brzy. Toppovo dílo bylo vystaveno v roce 1915 v galerii " Der Sturm". Ve stejném roce však započal svou uměleckou přestávku kvůli nástupu do vojenské služby. Během bitvy u Verdunu utrpěl zranění a v roce 1918 se vrátil do lazaretu v Braniborsku, kde pokračoval v práci učitele. V roce 1927 získal pedagogický titul.
V roce 1914 se malíř oženil s Elsou Hollerbaumovou (* 1891) a v následujícím roce se narodil jeho první syn Helmut, v roce 1921 druhý syn Franz-Georg. Jeho manželství doprovázela celá řada špatných událostí. Kromě četných nevěr se svou ženou zacházel často zle, což způsobilo ztrátu jeho přátel. Na druhou stranu, jeho žena měla jen málo pochopení pro jeho umění.
Arnold Topp je jedním ze zakládajících členů umělecké rady Arbeitsrat für Kunst, vytvořené v roce 1919. V roce 1926 vystavoval s Kurtem Schwittersem a Lajosem d'Ebnethem v galerii Sturm. Do roku 1929 se účastnil četných výstav v Německu, ale také ve Spojených státech amerických, Sovětském svazu, Japonsku a Francii.
V odezvě na zákon o navrácení civilní služby, se v roce 1933 připojil k nacistické učitelské asociaci. Národní socialisté však jeho tvorbu označili za zvrhlou a následně roku 1937 vystavili nejméně pět jeho děl na výstavě Entartete Kunst.
Ačkoli se Topp v roce 1934 se svou bývalou manželkou znovu oženil, jeho život se nezměnil. Když si jedna z jeho milenek vzala život, starosta Wilhelm Sievers požadoval jeho potrestání. Oddělení vzdělání, které si ho i nadále cenilo jako učitele, jej v 1940 přesunulo z první linie do Meseritzu na východě Braniborska. V posledním roce války byl povolán do Volkssturmu a poté převezen do Wehrmachtu. Od bojové mise téhož roku je považován za ztraceného, pravděpodobně byl vzat do sovětského zajetí.
Kvůli útěku před Rudou armádou byla jeho žena nucena opustit domov, ateliér a tím i práci svého manžela. V roce 1961 požádala okresní soud v Soestu o prohlášení svého manžela za mrtvého.

## Galerie

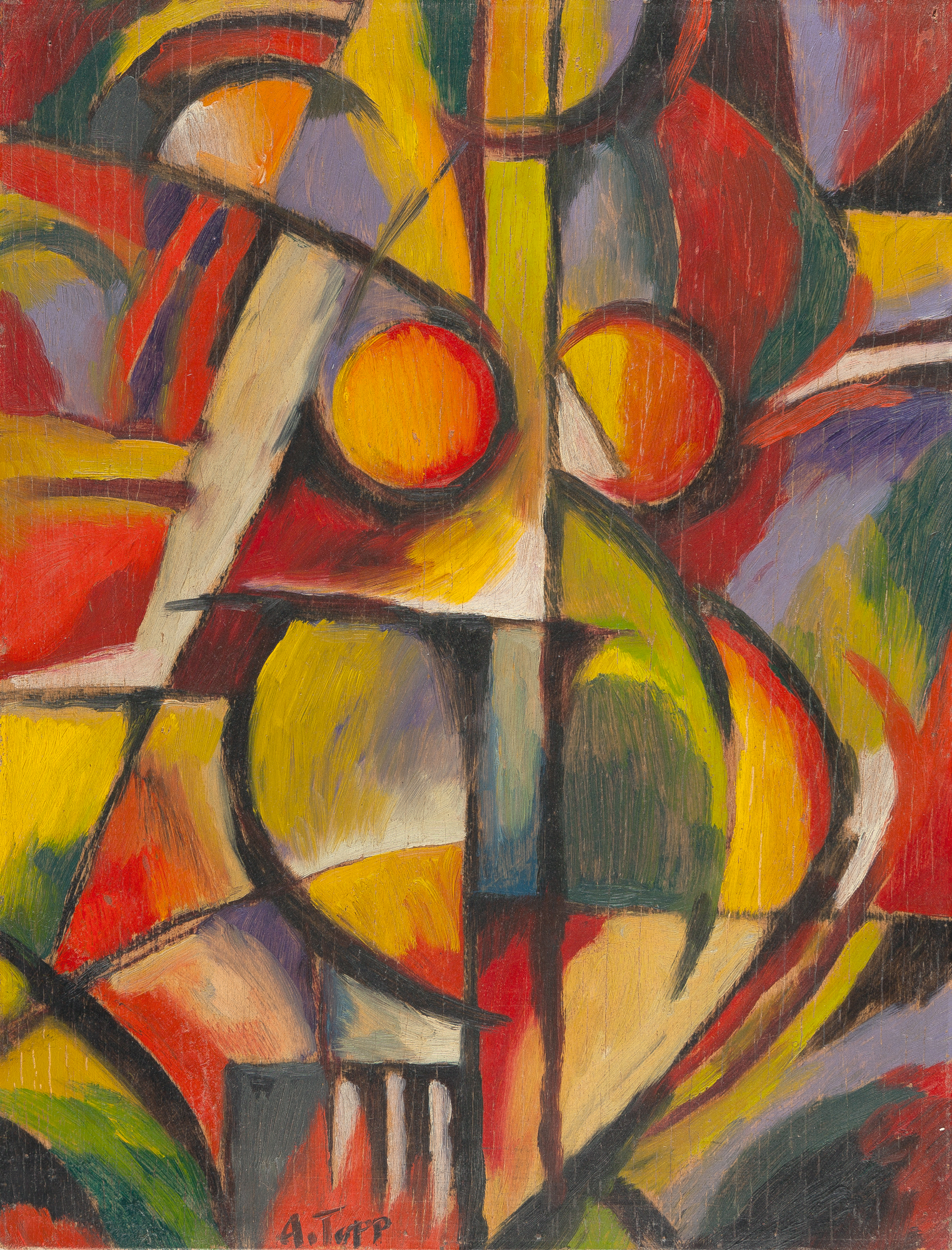
Ženský akt, asi 1919
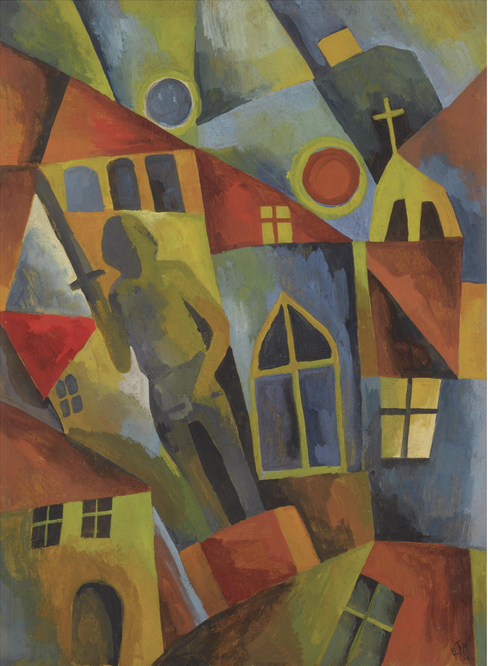
Der BRANDENBURGER ROLAND VOR DEM NEUSTÄDTISCHEN RATHAUS
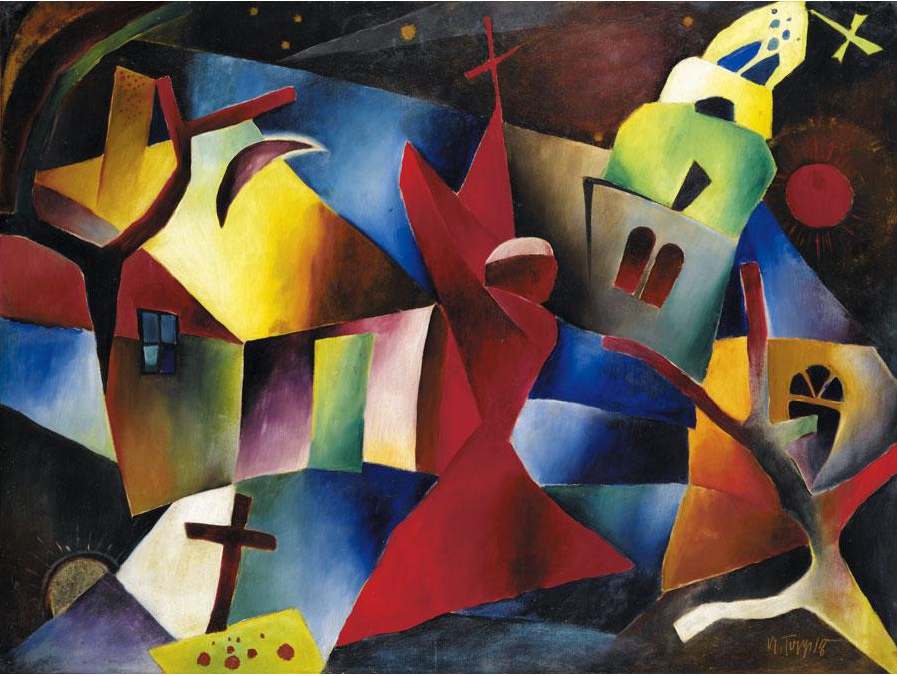
Rudá modlitba
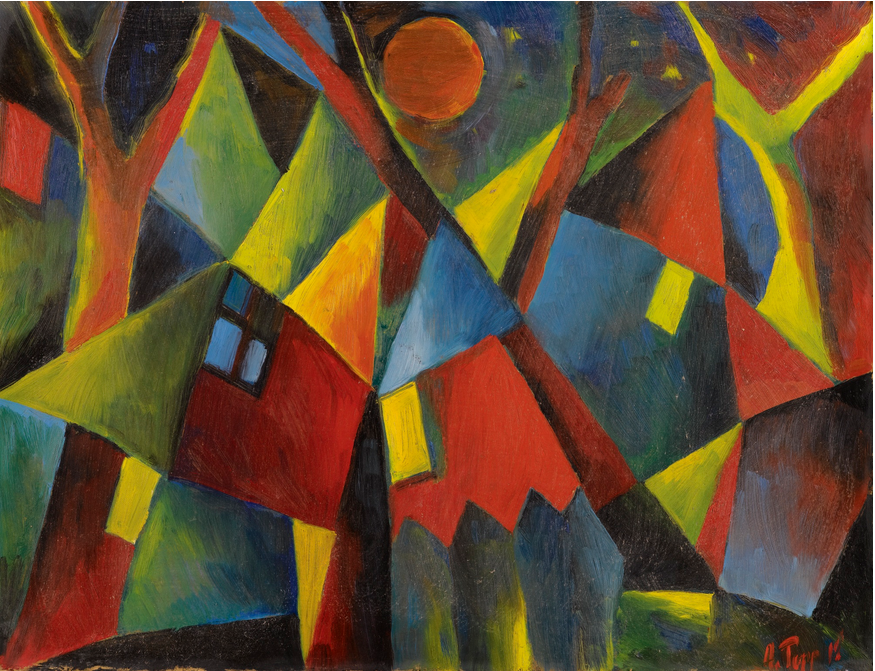
GELBROTER MOND ÜBER STÜRZENDEN HÄUSERN
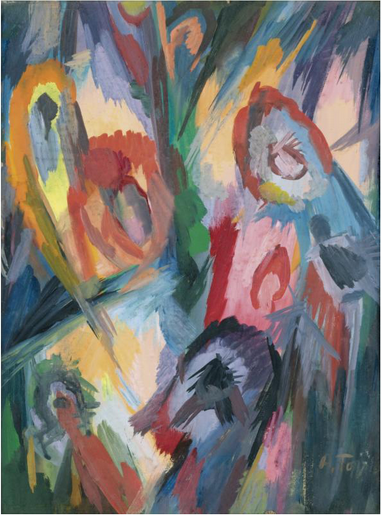
Kompozice
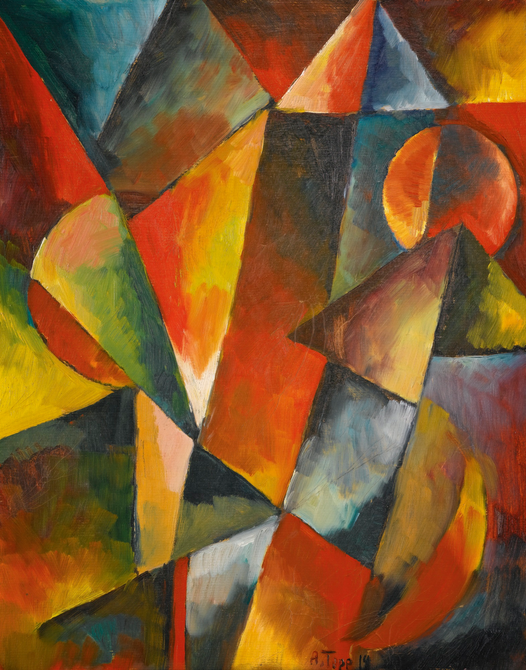
Bez názvu
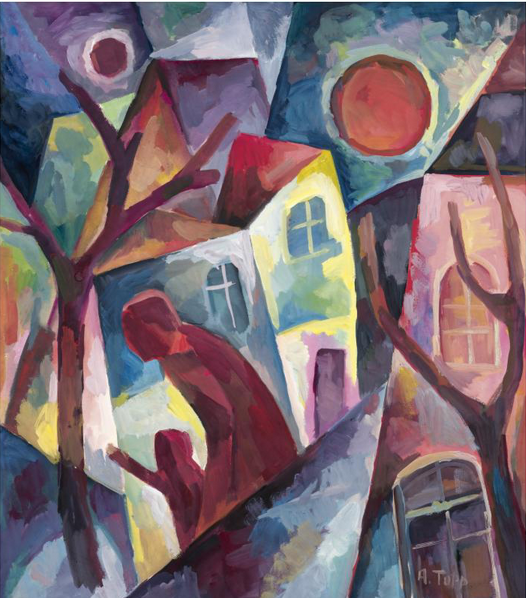
STADTLANDSCHAFT MIT ZWEI ROTEN FIGUREN
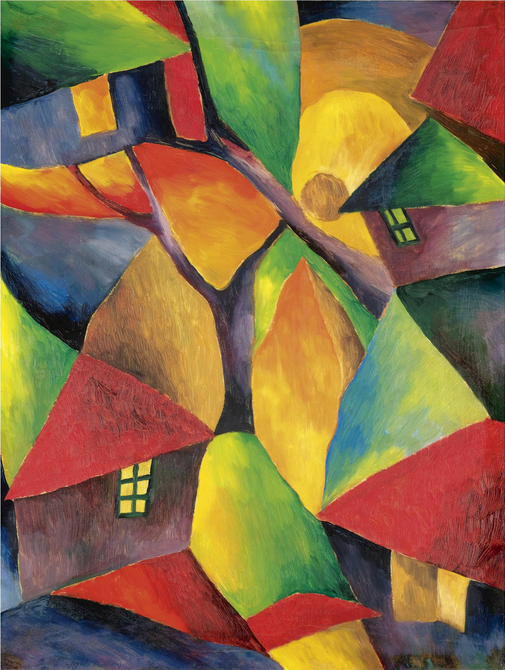
Studie města
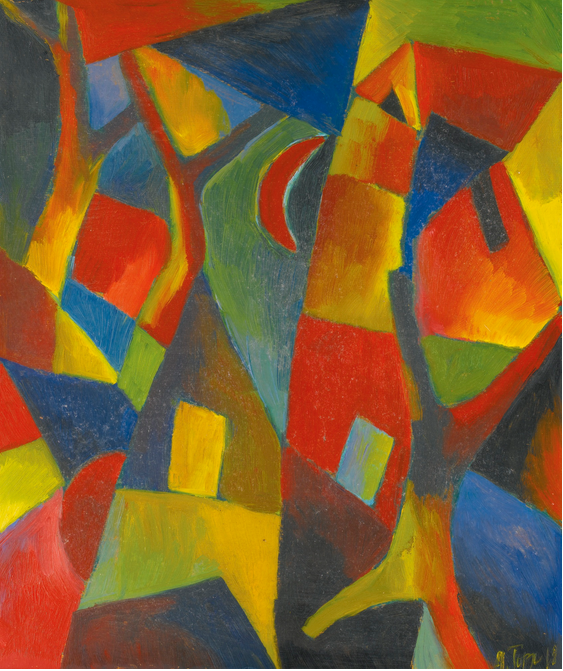
Dva světy